# Sent Miquèu d'Euset
Sent Miquèu d'Euset (en francès Saint-Michel-d'Euzet) és un municipi francès situat al departament del Gard i a la regió d'Occitània.